# قسطل جند
قسطل جند  قرية سوريّة تتبع إداريّاً لمحافظة حلب منطقة عفرين ناحية شران، بلغ تعداد سكانها 645 نسمة حسب التعداد السكاني لعام 2004.